# Храмцова, Екатерина Михайловна
Екатерина Михайловна Храмцова (род. 6 июня 1991) — российская лыжница, призёр чемпионата России. Мастер спорта России (2012).

## Биография
Воспитанница ДЮСШ города Котовск (Тамбовская область), тренер — Валентин Иванович Федюнин. Также тренировалась под руководством В. Е. Куликова. На внутренних соревнованиях представляла Тамбовскую область, в отдельные годы параллельным зачётом представляла Московскую область и Тюменскую область, выступала за спортивное общество «Динамо».
Победительница и призёр ряда всероссийских юниорских соревнований, в том числе побеждала на летних соревнованиях в г. Остров (2009, 2010). На зимнем первенстве России в 2011 году стала серебряным призёром в гонке на 10 км и бронзовым — в гонке на 30 км, в 2012 году — бронзовый призёр в спринте.
Участница трёх чемпионатов мира среди молодёжи (до 23 лет) — в 2012 году в Турции, 2013 году в Чехии и 2014 году в Италии. Лучший результат — девятое место в гонке на 10 км в 2013 году.
На взрослом уровне в 2013 году стала серебряным призёром чемпионата России в эстафете в составе сборной Московской области. Победительница соревнований «Красногорская лыжня», победительница этапов Кубка России, призёр чемпионатов федеральных округов.
В сезонах 2012/13 и 2013/14 принимала участие в гонках Кубка мира, лучший результат — 17-е место на дистанции 10 км на этапе в Давосе.
Участвовала в съёмках фильма «Белый снег» о лыжнице Елене Вяльбе, была дублёром актрисы, игравшей роль Антонины Ординой.